# Knut Gyllenstierna
Knut Gyllenstierna af Lundholm, född 22 oktober 1888 i Gråmanstorps församling i Kristianstads län, död 23 mars 1962 i Klippans församling i Kristianstads län, var en svensk friherre och militär.

## Biografi
Gyllenstierna avlade mogenhetsexamen 1908. Han avlade officersexamen vid Kungliga Krigsskolan 1910 och utnämndes samma år till underlöjtnant vid Wendes artilleriregemente, där han befordrades till löjtnant 1913. Åren 1914–1916 gick han Högre artillerikursen vid Artilleri- och ingenjörhögskolan, varefter han var repetitör där 1916–1918 och lärare i artilleri där 1919–1928. Han befordrades till kapten 1925. År 1931 erhöll han tjänst vid Artilleristaben, varefter han befordrades till major 1933 och var stabschef vid Artilleristaben 1933–1937, befordrad till överstelöjtnant 1936. Åren 1937–1939 var han chef för Artilleriets skjutskola. År 1939 befordrades han till överste, varpå han var chef för Wendes artilleriregemente 1940–1945. Han var artilleriinspektör och ordförande i Artillerirådet 1945–1949.
Knut Gyllenstierna invaldes 1932 som ledamot av Kungliga Krigsvetenskapsakademien.
Knut Gyllenstierna var son till major Johan Gyllenstierna och friherrinnan Louise Barnekow. Han gifte sig 1915 med Elsa Lindström (född 1894).